# Muscha (Gouvernement Asyut)
Muscha  (arabisch موشا Mūschā, DMG Mūšā, bzw. englisch Musha) ist ein Ort in Asyut im gleichnamigen Gouvernement in Zentralägypten. Es ist der Geburtsort der Islamistenbrüder Sayyid und Mohammed Qutb, beides Anhänger der 1928 von Hasan al-Banna in Ägypten gegründeten Muslimbruderschaft. Die erste Moschee im Ort ist die ʿAbd-al-Fattāh-Moschee, der Ort ist auch für seinen Heiligenkult (Maulid) bekannt. Der für sein vielfach ausgezeichnetes Gedicht al-Quds (Jerusalem) bekannte Dichter Bakr Mūsā (بكر موسى) (1935–1978) stammt ebenfalls aus dem Ort. Es ist eines der Gebiete mit dem höchsten Anteil an koptischen Christen.